# Darren Sharper
Darren Mallory Sharper (* 3. November 1975 in Richmond) ist ein ehemaliger US-amerikanischer Footballspieler der Minnesota Vikings, Green Bay Packers und New Orleans Saints auf der Position des Safetys. 2016 wurde er wegen mehrfacher Vergewaltigungen zu achtzehn Jahren Haft verurteilt. 

## Karriere
Nach einer vielversprechenden Karriere im College Football wurde Sharper im NFL Draft 1997 von den Green Bay Packers an 60. Stelle gezogen. Sharper etablierte sich als einer der besten Safetys in der NFL und erreichte den Super Bowl XXXII, die Packers verloren aber überraschend gegen den Außenseiter Denver Broncos mit 24:31. 2000 wurde er zum ersten von fünf Malen in das Pro-Bowl-Spiel der besten NFL-Spieler gewählt, ehe er 2004 zum Lokalrivalen Minnesota Vikings abgegeben wurde. Auch hier war Sharper ein Leistungsträger, bevor er 2009 im Alter von 34 Jahren zu den New Orleans Saints transferiert wurde. Der Veteran half New Orleans um Quarterback Drew Brees dabei, den Super Bowl XLIV gegen die Indianapolis Colts mit 31:17 zu gewinnen. Nach Knieproblemen versuchte Sharper mehrere Comebacks, ehe er seine Karriere beendete. Beim NFL Network arbeitete Sharper mehrere Jahre als Kommentator, bis er 2014 wegen seines aufkommenden Strafprozesses entlassen wurde.

## Strafprozess
Im Jahr 2014 wurde Sharper angeklagt, mehrere Frauen betäubt und abschließend vergewaltigt zu haben (Date Rape). Sharper gestand seine Schuld in neun Fällen ein und wurde 2015 zu neun Jahren Haft verurteilt.
Ursprünglich wurde die Strafe auf nur neun Jahre angesetzt, nach einer Revision 2016 aber nun verdoppelt.

## Familie
Sharper hat einen älteren Bruder namens Jamie Sharper, der ebenfalls in der NFL aktiv war.